# 庫馬因人
庫馬因人，是一個印度-雅利安人群體，主要生活在印度北阿坎德邦的库马盎专区和尼泊爾遠西省部分地區。人口約2200000人。
他們除了分布於北阿坎德邦，也生活在北方邦等北印度邦。
除了農業，他們也以出任警察和軍人為主要生計。
他們的飲食很簡單，適合喜馬拉雅山的惡劣環境，主要由豆類和馬鈴薯，蘿蔔，南瓜，菠菜等蔬菜組成，大米和小麥為主糧，也食用肉類。
他們大多數人信仰印度教，少數人信仰佛教。